# Droga wojewódzka nr 892
Droga wojewódzka nr 892 (DW892) – droga wojewódzka w województwie podkarpackim o długości 33,857 km łącząca miasto Zagórz ze Słowacją w miejscowości Radoszyce. Droga przebiega przez 1 powiat: sanocki, (gminy: Gmina Zagórz i Gmina Komańcza). Klasa drogi to G i Z. Obciążenie ruchem: 115 kN/oś, a kategoria ruchu to KR-3.
Droga łączy się z drogą krajową 84 Sanok – Krościenko (UA) w miejscowości Zagórz i przejściem granicznym w Radoszycach.
Wzdłuż DW 892 biegnie linia kolejowa nr 107 Nowy Zagórz – Łupków i dalej na Słowację przez tunel kolejowy w Łupkowie. Droga przebiega przez tereny Bieszczadów i Beskidu Niskiego.
Wzdłuż drogi biegnie odcinek ścieżki rowerowej pod nazwą „Szlak Ikon” (zabytkowe bieszczadzkie cerkwie).

## Remont i przebudowa

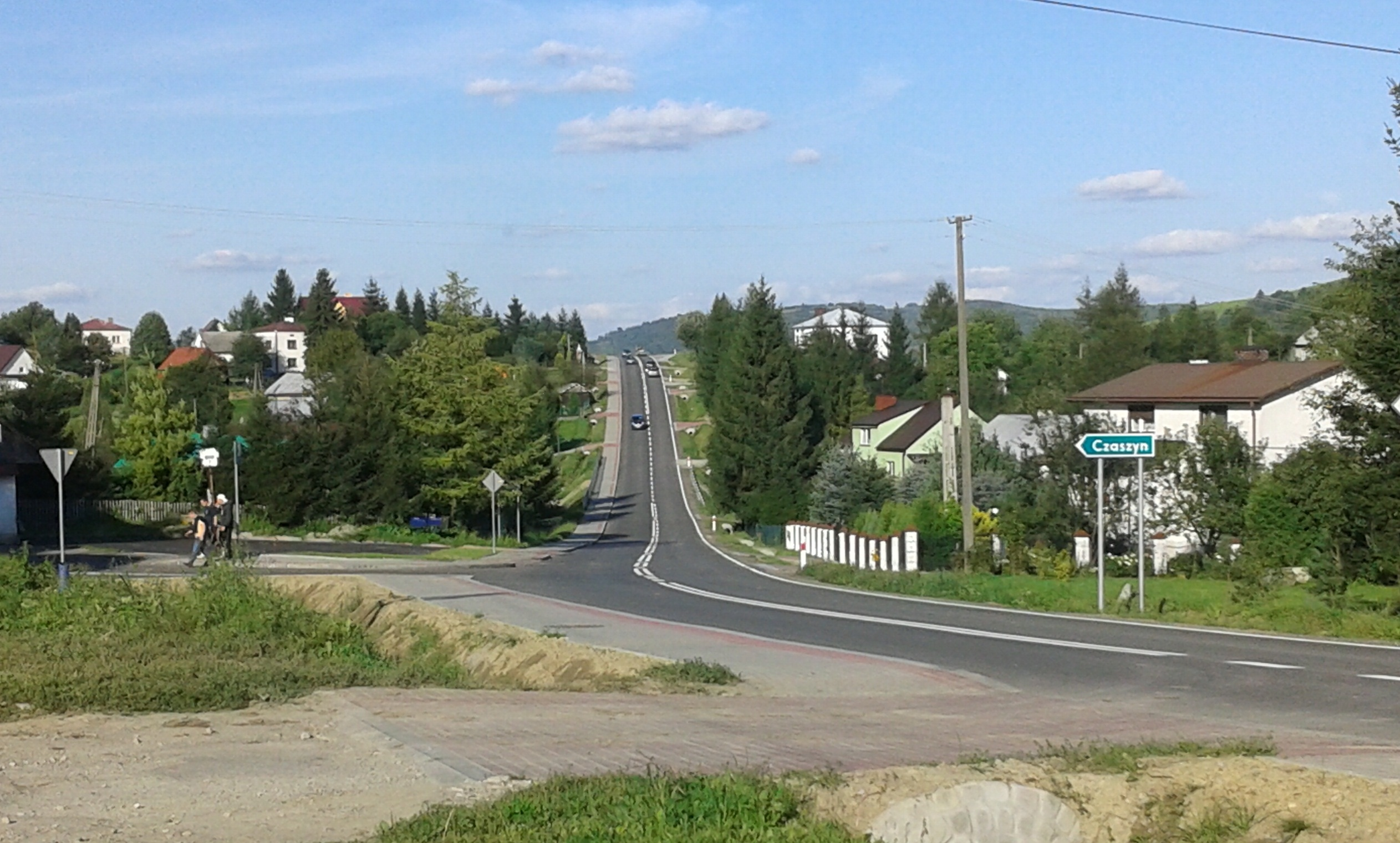
DW892 w miejscowości Czaszyn po rozbudowie

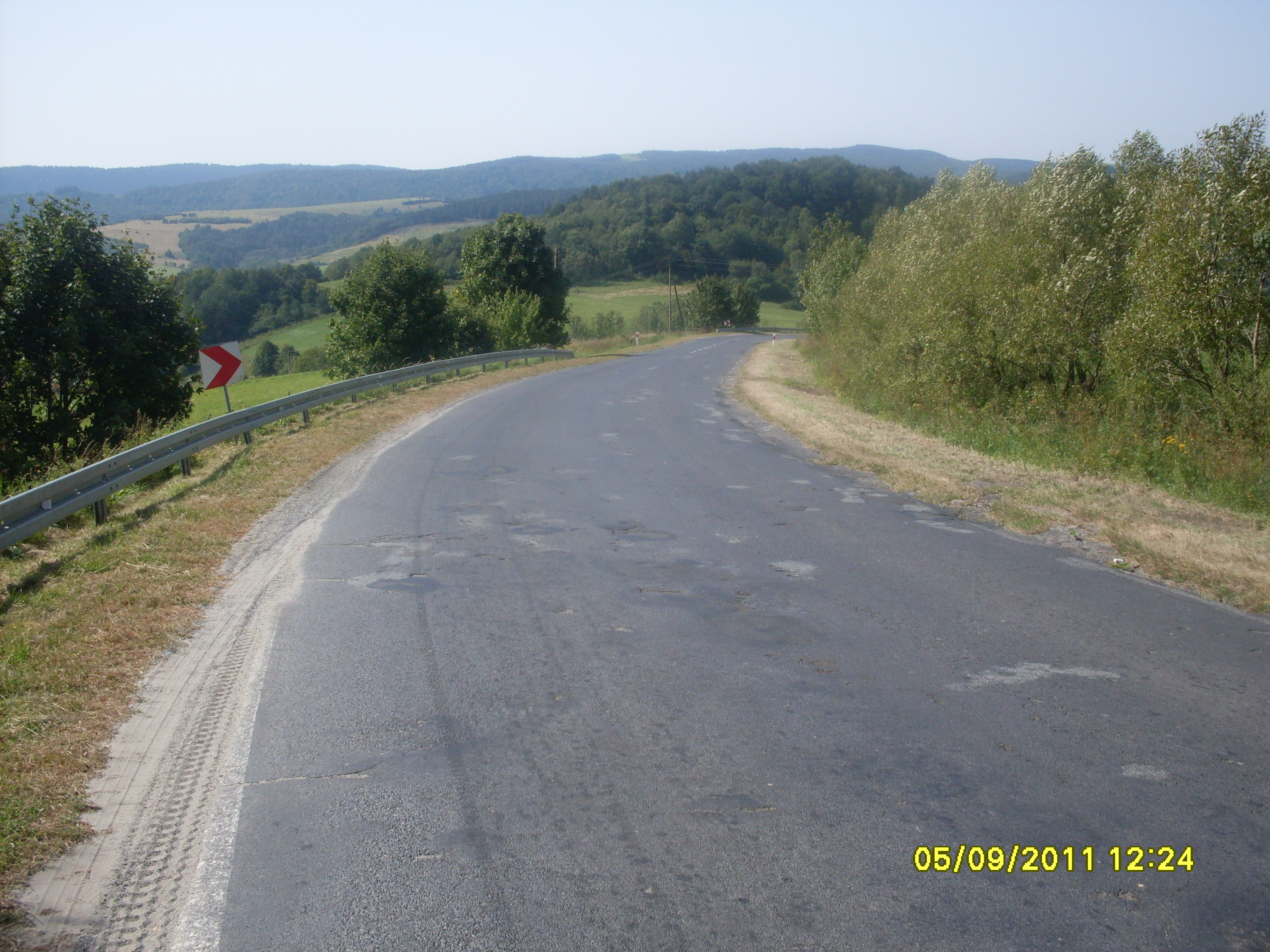
DW892 przed rozbudową

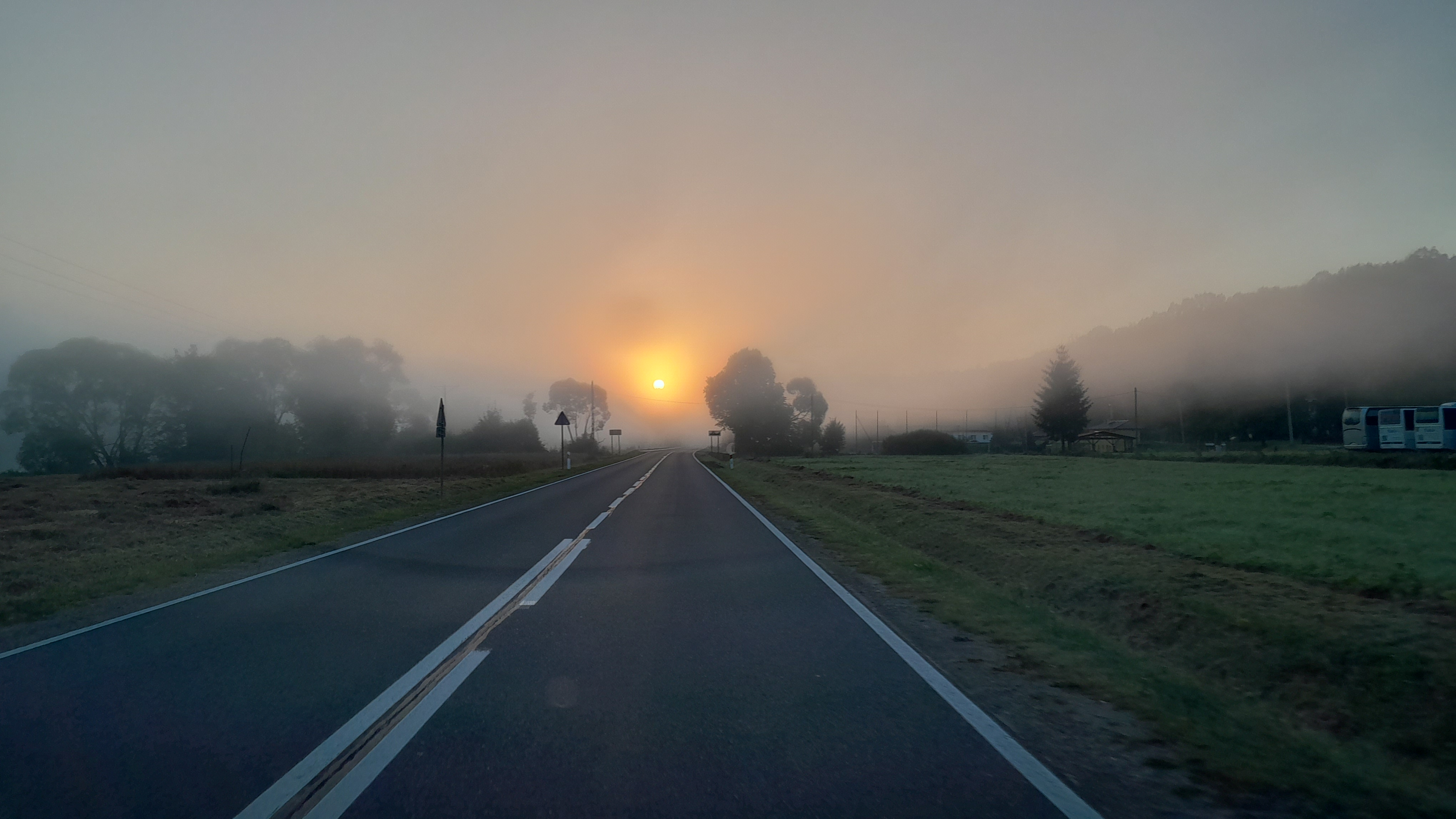
Droga po przebudowie w miejscowości Tarnawa Dolna

W październiku 2012 roku rozpoczęła się gruntowna przebudowa drogi na całym odcinku. Po modernizacji szerokość jezdni wynosi od 6,5 do 7,2 m. Wybudowano chodniki dla pieszych w terenach zabudowanych. Koszt modernizacji wyniósł 121,6 mln zł. (pierwotnie szacowano na 80 mln zł). Pieniądze na ten cel pochodziły głównie z Unii Europejskiej (pożyczka Banku Rady Europy – CEB: 60,8 mln zł) oraz z budżetu województwa podkarpackiego: 6 mln zł i dotacji z budżetu państwa: 54,7 mln zł.. Przetarg na przebudowę DW892 został rozstrzygnięty 26 lipca 2012 w siedzibie Podkarpackiego Zarządu Dróg Wojewódzkich w Rzeszowie. Wykonawcą przebudowy była firma Budimex S.A. Pierwotnie przebudowa miała się zakończyć 31 października 2013, później przedłużono ją do 21 listopada 2013 jednak i ten termin nie został dotrzymany. Zakończenie robót nastąpiło 31 sierpnia 2014 a oficjalne oddanie do użytku 3 listopada 2014.

## Miejscowości leżące przy trasie DW892
- Zagórz
- Tarnawa Dolna
- Czaszyn
- Brzozowiec
- Kulaszne
- Szczawne
- Rzepedź
- Jawornik
- Komańcza
- Radoszyce

## Wyścig górski

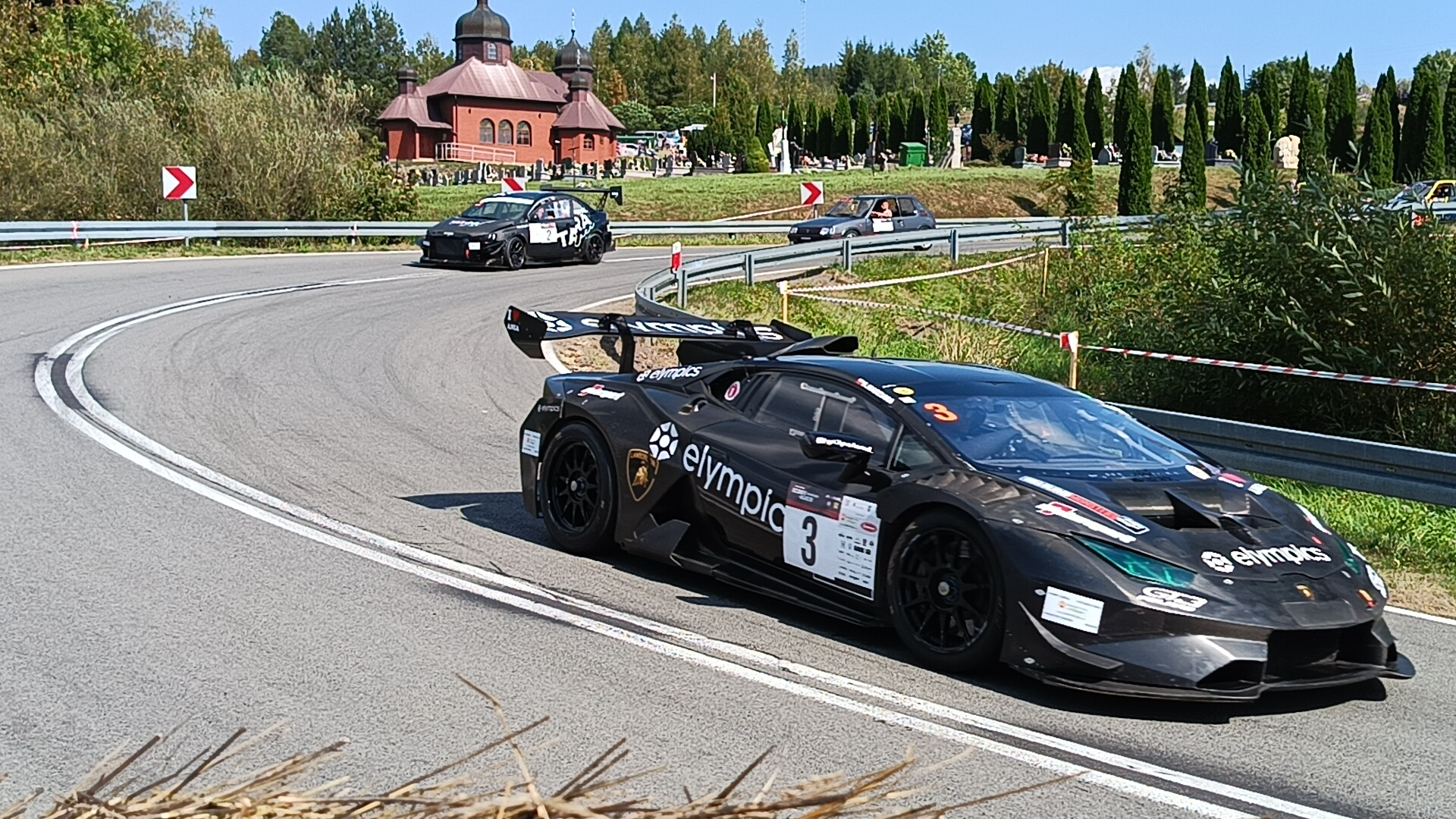
Jeden z pojazdów na trasie GSMP Szczawne – Kulaszne

Od roku 2023 na tej drodze rozgrywana jest 13. runda Górskich Samochodowych Mistrzostw Polski. Trasa wyścigu GSMP zaczyna się w miejscowości Szczawne, przebiega przez malowniczo położone serpentyny z metą nad nimi w miejscowości Kulaszne. Trasa liczy ok. 2,5 km długości. 
Dotychczas wyścig rozgrywano 2 razy:
- 16–17 września 2023
- 7–8 września 2024